# Alésia Glidewell
Alésia Glidewell est une actrice, réalisatrice, scénariste et productrice américaine née le 8 décembre 1978 à Honolulu à Hawaï.

## Biographie
Dans le jeu Portal et sa suite, elle fournit le modèle de visage et de corps de la protagoniste, Chell,,,,.

## Filmographie

### Réalisatrice
- 2008 : First Date
- 2010 : Erin's Light
- 2012 : (en) Look at me., Gravitas Ventures : Rendu disponible via hoopla, 2013 (OCLC 878942332, lire en ligne).
- 2013 : Small Fish

### Scénariste
- 2008 : First Date
- 2012 : (en) Look at me., Gravitas Ventures : Rendu disponible via hoopla, 2013 (OCLC 878942332, lire en ligne).
- 2013 : Small Fish

### Actrice
- 2004 : Sly 2 : Association de voleurs
- 2004 : Commercial : la voix de la pub pour la bière
- 2005 : Star Fox: Assault : Krystal
- 2005 : Turnaround : la fille dans le gymnase
- 2007 : Portal : Chell[6]
- 2008 : Super Smash Bros. Brawl : Zero Suit Samus, Krystal et Knuckle Joe
- 2009 : FEAR 2: Project Origin : Alma Wade
- 2011 : Portal 2 : Chell[6].
- 2011 : FEAR 3 : Alma Wade
- 2014 : Gloria Jesus

### Productrice
- 2008 : First Date
- 2010 : Erin's Light
- 2010 : Herschell Gordon Lewis: The Godfather of Gore
- 2013 : Small Fish
- 2013 : Haute Wheels
- 2013 : Inspiration Nation
- 2014 : Studio Fowler
- 2014 : Giving Back Glam (1 épisode)